# Irak i olympiska sommarspelen 1984
Irak deltog i de olympiska sommarspelen 1984 med en trupp bestående av 23 deltagare. Ingen av landets deltagare erövrade någon medalj.

## Boxning
Lätt flugvikt
- Abbas Zaghayer
  1. Första omgången — Förlorade mot William Bagonza (UGA), RSC-2